# Рассвет (Белебеевский район)
Рассвет (баш. Рассвет) — деревня в Белебеевском районе Башкортостана Российской Федерации. Входит в состав Рассветовского сельсовета.
С 2005 современный статус.

## Название
Ойконим происходит от названия колхоза «Рассвет».

## География
Расположен на древнеэрозионном плато и материковых склонах Белебеевской возвышенности , в долине реки Кутема.

### Географическое положение
Расстояние до:
- районного центра (Белебей): 9 км,
- центра сельсовета (Алексеевка): 9 км,
- ближайшей ж/д станции (Аксаково): 19 км.

## История
Бывший административный центр сельсовета.
Статус деревня, сельского населённого пункта, посёлок получил согласно Закону Республики Башкортостан от 20 июля 2005 года N 211-з «О внесении изменений в административно-территориальное устройство Республики Башкортостан в связи с образованием, объединением, упразднением и изменением статуса населенных пунктов, переносом административных центров», ст.1:

6. Изменить статус следующих населенных пунктов, установив тип поселения — деревня:

5) в Белебеевском районе:…

м) поселка Рассвет Рассветовского сельсовета

## Население
| 2002 | 2009 | 2010 |
| ---- | ---- | ---- |
| 333  | ↘317 | ↘277 |

Национальный состав
Согласно переписи 2002 года, преобладающая национальность — русские (34 %).

## Инфраструктура
Личное подсобное хозяйство с зоной сельскохозяйственного использования, индивидуальная застройка усадебного типа.
Рассветовский фельдшерско-акушерский пункт.

## Достопримечательности, памятные места
Государственный природный комплексный (ландшафтный) заказник Бунинский лес находится в 2 км к юго-востоку от селения.

## Транспорт
Автобусное сообщение с райцентром. Остановка общественного транспорта «Рассвет».